# Lucainena de las Torres
Lucainena de las Torres es una localidad y municipio español situado en la parte suroriental de la comarca de Los Filabres-Tabernas, en la provincia de Almería, comunidad autónoma de Andalucía. Limita con los municipios de Níjar, Turrillas, Tabernas, Tahal, Uleila del Campo, Sorbas y Carboneras. 
Cuenta con una población de 714 habitantes (INE 2024). Su término municipal tiene una superficie de 123 km² lo que proporciona una densidad poblacional de 4,59 hab/km². La localidad se encuentra situada a una altitud de 538 m s. n. m. y a 53 km de la capital de provincia, Almería.
Desde enero de 2013 forma parte de la red Los pueblos más bonitos de España.

## Toponimia
A este topónimo tradicionalmente le suponen un origen ibérico o hispanorromano, pero los cronistas y documentos de los siglos XV y XVI lo transmiten de distinto modo, como Locayna, La Caynera o Alocainona, mientras que en época musulmana era referida como Alocainera. Según Ramón Menéndez Pidal, este nombre podría derivarse del antropónimo Lucanius, dejando entrever que el entorno en el que se suenta el pueblo fuera propiedad de alguien llamado así. En el Diccionario geográfico-estadístico-histórico de España y sus posesiones de Ultramar, de Pascual Madoz, se encuentra con el nombre de Lucainena de las Siete Torres.

## Geografía física
Integrado en la comarca de Los Filabres-Tabernas, se sitúa a 63 kilómetros de la capital provincial. El término municipal está atravesado por la autovía del Mediterráneo (A-7) entre los pK 495 y 496, además de por la carretera nacional N-340a y las carreteras provinciales AL-102, que permite la comunicación con Níjar, la AL-3105, que conecta con Turrillas, y la ALP-130, que permite el acceso a la N-340a. 
El relieve está caracterizado por la zona oriental de Sierra Alhamilla, al sur y al oeste, la cuerda montañosa que hace de límite con Sorbas, al noreste y al este, la zona colindante con el Campo de Níjar, al sureste, y una zona más llana antes de Sierra Bermeja, al noroeste, cercana al llamado desierto de Tabernas. Los puntos más elevados son el Peñón de Lucainena (1004 m), Cantona (755 m) y La Moraila (689 m). La rambla de los Morales y la rambla de Lucainena, son algunas de las más destacables que cruzan el territorio desde las montañas. La altitud del municipio oscila entre los 1004 metros (Peñón de Lucainena), en Sierra Alhamilla, y los 194 metros al sureste, ya en el Campo de Níjar. El pueblo se alza a 553 metros sobre el nivel del mar.
| Noroeste: Tahal             | Norte: Uleila del Campo y Sorbas | Nordeste: Sorbas             |
| Oeste: Tabernas y Turrillas |                                  | Este: Sorbas                 |
| Suroeste: Turrillas         | Sur: Níjar                       | Sureste: Sorbas y Carboneras |

| Relación de núcleos y km a la cabeza del municipio |                                 |           |           |
| Núcleo                                             | Coordenadas                     | Población | Distancia |
| Lucainena de las Torres                            | 37°04′N 2°20′O / 37.067, -2.333 | 362       | -         |
| Polopos                                            | 37°02′N 2°08′O / 37.033, -2.133 | 126       | 18,8      |
| La Rambla Honda                                    | 37°03′N 2°17′O / 37.050, -2.283 | 11        | 3,6       |
| El Saltador                                        | 37°03′N 2°15′O / 37.050, -2.250 | 5         | 3,8       |
| Fuente: INE, 2020                                  |                                 |           |           |

### Riesgos naturales
El municipio de Lucainena de las Torres todavía no cuenta con un PTEL que cumpla con la Ley 5/2010 sobre autonomía local.

## Naturaleza
En el municipio se encuentra el Lugar de Interés Geológico "Minas de hierro de Lucainena", que ocupa 116,98 hectáreas, cuyo interés geológico principal es el minero-metalogenético.

### Senderos
- SL-A 62 — Senda Minera[9]
- PR-A 331 — Los Marchales[10]

### Espacio Protegido
El municipio está afectado por la Zona especial de conservación "Sierra de Cabrera-Bédar", donde destacan diversaos hábitats de interés comunitario, tales como estepas subdesérticas de gramíneas, estepas salinas mediterráneas, etc.

## Historia
Los primeros pobladores se remontan al Neolítico, ya que se han encontrado varios yacimientos, atraídos por los metales de las montañas cercanas.
Posteriormente se encuentran restos del periodo hispanorromano y hallazgos de abundante sigillata, probablemente de la que fueron algunas villas en las que habitaba un "Lucanius", de donde parece provenir el término del municipio.
Del periodo árabe, destacar que era una pequeña villa con su mezquita, y que su nombre era "Locaynena", adscrita a la Cora de Bayyana y posteriormente al Reino de Granada, entregada a los Reyes Católicos en el año 1488. Por aquellos años a la villa le rodeaba una muralla, probablemente árabe con seis torres que guardaban a una torre principal en la que se refugiaban los habitantes en los asedios. De ahí el nombre de "Lucainena de las Siete Torres", simplificado en nuestros días a "Lucainena de las Torres".
Solamente los documentos oficiales de la creación de parroquias en los años de 1505 y 1514 dan el nombre de Lucainena, y se llama de las Torres por el castillo y las torres que la defendían durante la Edad Media; aunque en el siglo XIX, Madoz específica Lucainena de las Siete Torres. El origen de este pueblo situado en Sierra Alhamilla es de época hispanorromana, constatado por los restos arqueológicos encontrados en los alrededores del lugar, posiblemente donde se ubicaba la villa del patricio Lucainus, nombre que define y origina el topónimo actual.

### Edad Media
Durante la Edad Media, estando Almería islamizada, según Tapia Garrido, el pueblo se integra en la llamada Tierra de Níjar, la cual se extendía como un triángulo entre cabo de Gata, Agua Amarga y Lucainena de las Torres, y compuesta por cinco lugares: Níjar, Huebro, Inox, Tarbal y Lucainena, con cabecera en Níjar que dio nombre a la zona. El castillo y las torres que siempre han rodeado a Lucainena constatan su presencia a lo largo de siglos y completan su topónimo. La alquería musulmana surgida en un lugar privilegiado por sus aguas verá desaparecer su población, comenzando un nuevo período de su historia. Tras la victoria de los Reyes Católicos en 1489, se conceden estas tierras en régimen de señorío a don Enrique Enríquez, tío de Fernando el Católico. Este señorío se llamará Estado de Tahal, del cual formaba parte Lucainena junto con otros trece lugares ubicados en la sierra de los Filabres, excepto Lucainena, situado en Sierra Alhamilla.
El siglo XVI se caracterizará por conflictos sociales y políticos que provocarán una crisis económica y demográfica importante. Lucainena queda despoblada tras la expulsión de los moriscos en 1570 y, según el visitador, que viene en 1574 a organizar la comarca, apunta que antes de la rebelión había en el pueblo 436 habitantes moriscos. Aunque el libro de Apeo y Población que se realiza en ese año contiene pocos datos útiles del siglo XVI, se indica que el pueblo fue repoblado por diecinueve colonos, sin precisar su procedencia. En este siglo se lleva a cabo la construcción de la primera iglesia, en 1505, utilizando la antigua mezquita, que será abandonada después de la rebelión de los moriscos.
Una prueba de estos conflictos con la población musulmana fue la invasión de Lucainena, en 1566 por el famoso pirata berberisco Omar al-Askenn, el cual desembarcó en Las Negras, atravesó las montañas hasta llegar a Lucainena y una vez allí saqueó la población, tomando como rehenes a más de cien cristianos. Estos fueron llevados hasta Argel donde se negoció el rescate. El encargado de negociar dicho rescate fue el Conde Juan de Caparrós.
En el siglo XVII se erige un nuevo templo bajo la advocación de Santa María, aunque su patrona es la Virgen de Montesión. Durante el siglo XVII el señorío de Tahal pasa, por enlace matrimonial o venta, al Marqués de Aguilafuente, también Duque de Abrantes, y pertenece al partido de Baza.

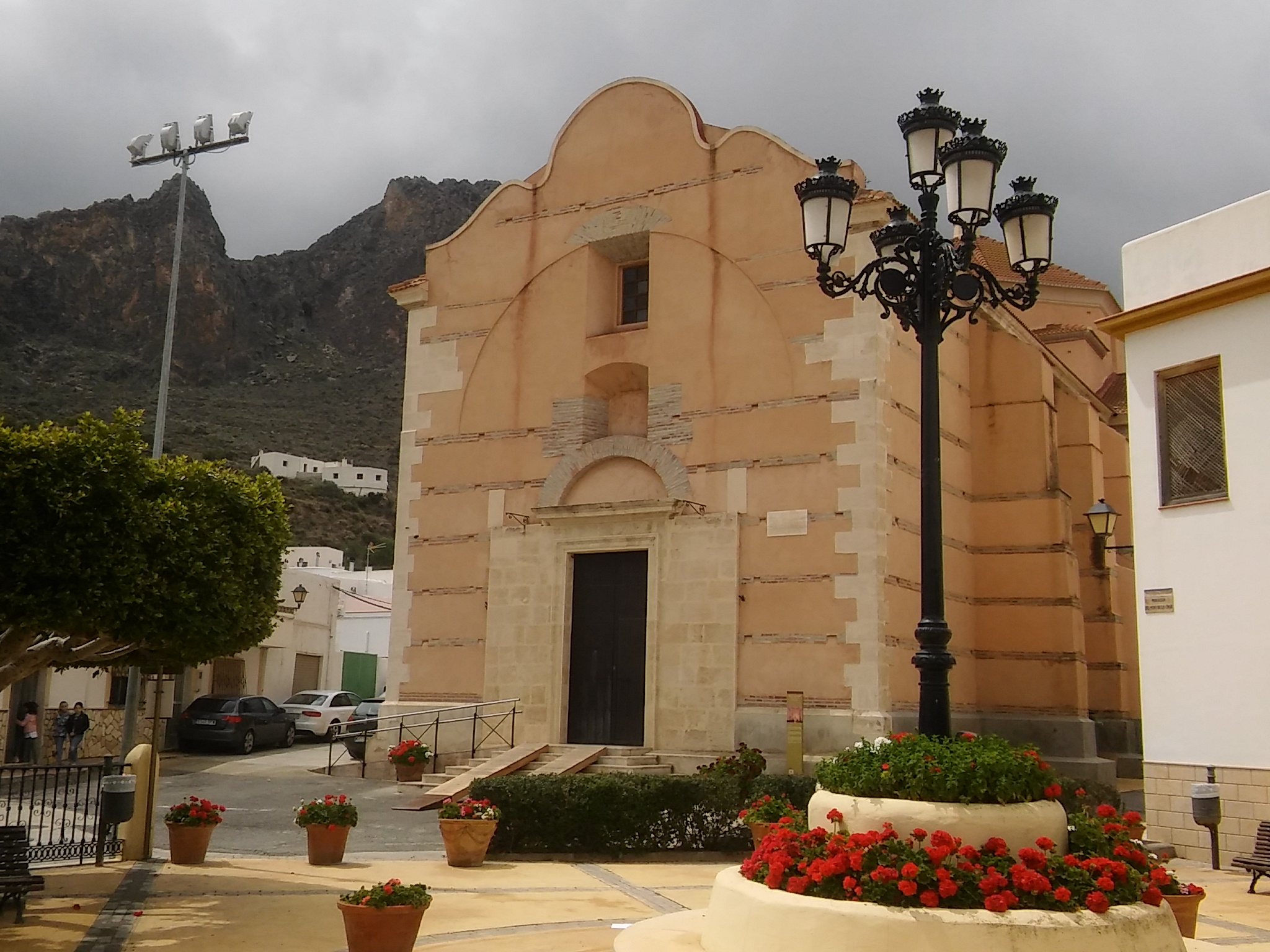
Iglesia de Nuestra Señora de Montesión, en Lucainena

### La edad de oro del pueblo
A lo largo de este siglo y del siguiente, la escasa población se irá equilibrando, alcanzando según el censo de Ensenada, de 1752, una población de 429 habitantes, y se recogen siete núcleos, de los cuales aún quedan cuatro: Los Olivillos, Polopos, La Rambla Honda y El Saltador. El siglo XIX se presenta con grandes cambios, la abolición de los señoríos y el auge de la minería, que aportarán un nuevo régimen municipal y un aumento económico que aún se aprecia en las construcciones llevadas a cabo en esta época; al margen de las relacionadas con la minería, se realiza también la construcción del nuevo cementerio en 1837.
Esta dinámica se verá reflejada también en la población, con un aumento de 1 205 habitantes en 1849, teniendo el máximo poblacional de su historia en 1900 con 2.455 habitantes. Según el estadista Madoz, hacia 1846, Lucainena pertenece al partido judicial de Sorbas, audiencia territorial de Granada, y caracteriza al pueblo como un lugar de 240 casas, con un terreno de buena calidad y fuentes y manantiales de buena agua potable y ferruginosa, pues abunda el terreno en minerales, siendo el principal el azufre, al sur, en Sierra Alhamilla, donde se encuentran antiguas minas. 
La vida se encaminó, desde la segunda mitad del siglo XIX, hacia una sociedad plural que vio su mejor reflejo en la amplia variedad de profesiones y oficios que proliferaron en la villa: abogados, procuradores, notarios, médicos, farmacéuticos, se simultaneaban con la principal actividad ancestral, la agrícola, aunque por estas fechas se cuenta con una amplia variedad de oficios por la existencia constatada de telares, molinos de aceite y harina, fábricas de jabón y aguardiente, alfarerías, además de un floreciente comercio: llegan a nombrarse hasta quince tiendas de géneros diversos: especies, semillas, paños y ropa en general.

## Geografía humana

### Organización territorial
Además de la cabecera municipal, Lucainena de las Torres cuenta también con varias entidades de población según el nomenclátor publicado por el Instituto Nacional de Estadística: Polopos, La Rambla Honda, Los Olivillos y El Saltador.

### Demografía
Cuenta con una población de 714 habitantes (INE 2024).
| Gráfica de evolución demográfica de Lucainena de las Torres entre 1842 y 2021 |
| |
| Población de derecho según los censos de población del INE. Población de hecho según los censos de población del INE.En este censo se denominaba Lucainena: 1842. En este censo se denominaba Lucainena de Lastorres: 1860. |

### Economía

#### Evolución de la deuda viva municipal
| Gráfica de evolución de deuda viva del Ayuntamiento de Lucainena T. entre 2008 y 2019                                |
| |
| Deuda viva del Ayuntamiento de Lucainena T. en miles de euros según datos del Ministerio de Hacienda y Ad. Públicas. |

## Símbolos

### Escudo
Escudo partido: 1º) en campo de azur, seis torres de plata, aclaradas de azur, ordenadas en dos fajas y superadas de otra hacia el jefe; en el jefe un mazo y un pico, pasados en aspa, de oro; y 2º) mantelado; 1º y 2º, un castillo de oro, aclardo deazur, y en el matel, de plata, un león de gules, coronado de oro. Al timbre, corona real cerrada.

El escudo de Lucainena de las Torres fue encargado por el Ayuntamiento en sesión plenaria de 3 de marzo de 1995 al heraldista e historiador José Luis Ruz Márquez quien propuso el escudo descrito apoyándose en circunstancias dignas de ser reflejadas en el blasón municipal y que se justificaron con el correspondiente informe histórico: las torres en alusión a las que antaño defendieron el pueblo, seis menores y una principal, que le valieron a la villa el sobrenombre de Lucainena de las Siete Torres; mazo y pico de la minería que deparó a la villa en el primer tercio del siglo XIX una de las mayores épocas de prosperidad; las ondas en recuerdo de sus aguas medicinales que dieron lugar a un balneario de justa fama; y, por último los castillos y el león del escudo de Don Enrique Enríquez, tío del Rey Católico del quien recibió en señorío Lucainena con otros pueblos de los Filabres por su colaboración en la conquista del Reino de Granada. El blasón fue aprobado el 8 de octubre de 1996.

### Bandera
Paño rectangular de seda o tafetán, en proporción, del asta al batiente, de una y media vez más larga que ancha, dividido en seis partes iguales, tres arriba y tres abajo, que alternan una torre blanca, sobre azul, con ondas de blanco y azul. El asta, de madera, con moharra, guardamano y regatón.

La creación de la bandera de Lucainena de las Torres fue decidida en pleno de su ayuntamiento de 14 de agosto de 1996 y fue encargada al heraldista e historiador José Luis Ruz Márquez quien propuso la arriba descrita apoyándose básicamente en el desglose del primer cuartel del escudo municipal de la villa. Fue aprobada el 24 de junio de 2003.

## Política
Los resultados en Lucainena de las Torres de las últimas elecciones municipales, celebradas en mayo de 2023, son:
| Elecciones Municipales - Lucainena de las Torres (2023) | Elecciones Municipales - Lucainena de las Torres (2023) | Elecciones Municipales - Lucainena de las Torres (2023) | Elecciones Municipales - Lucainena de las Torres (2023) | Elecciones Municipales - Lucainena de las Torres (2023) |
| Partido político                                        | Partido político                                        | Votos                                                   | %Válidos                                                | Concejales                                              |
| ------------------------------------------------------- | ------------------------------------------------------- | ------------------------------------------------------- | ------------------------------------------------------- | ------------------------------------------------------- |
|                                                         | Partido Popular (PP)                                    | 262                                                     | 58,22%                                                  | 4                                                       |
|                                                         | Unión de Ciudadanos Independientes (UCIN)               | 112                                                     | 24,88%                                                  | 2                                                       |
|                                                         | Partido Socialista Obrero Español (PSOE)                | 69                                                      | 15,33%                                                  | 1                                                       |
|                                                         | Vox (VOX)                                               | 4                                                       | 0,88%                                                   | 0                                                       |

### Alcaldes

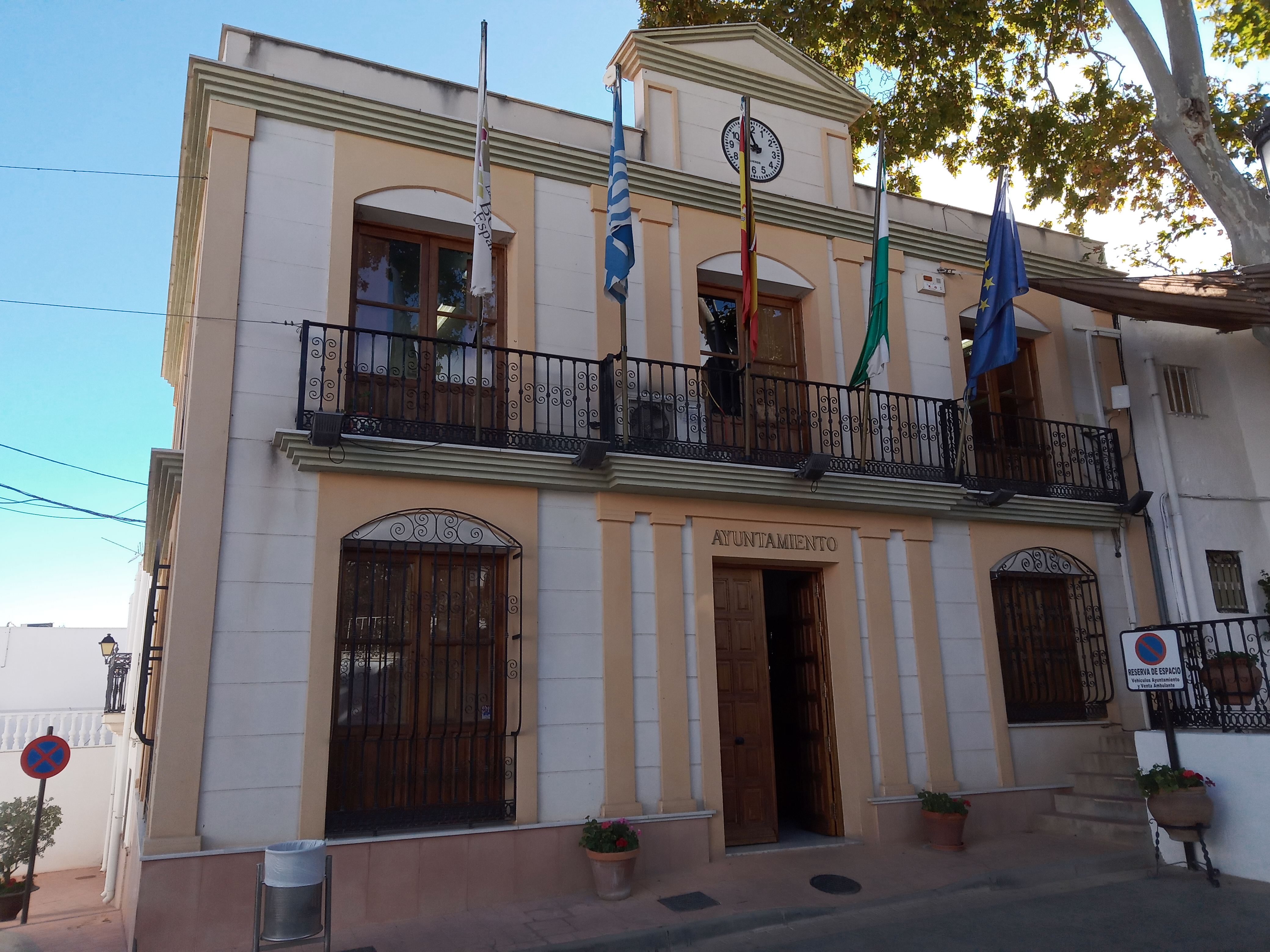
Casa Consistorial

| Legislatura | Nombre              | Partido Político                                |
| ----------- | ------------------- | ----------------------------------------------- |
| 1979-1983   | José Martín Ortega  | UCD                                             |
| 1983-1987   | José Martín Ortega  | Partido Independiente de Almería                |
| 1987-1991   | José Martín Ortega  | Agrupación Independiente Democrática Almeriense |
| 1991-1995   | Miguel Pérez López  | PP                                              |
| 1995-1999   | Juan Herrera Segura | PP                                              |
| 1999-2003   | Juan Herrera Segura | PP                                              |
| 2003-2007   | Juan Herrera Segura | PP                                              |
| 2007-2011   | Juan Herrera Segura | PP                                              |
| 2011-2015   | Juan Herrera Segura | PP                                              |
| 2015-2019   | Juan Herrera Segura | PP                                              |
| 2019-2023   | Juan Herrera Segura | PP                                              |
| 2023-act.   | Juan Herrera Segura | PP                                              |

## Servicios Públicos

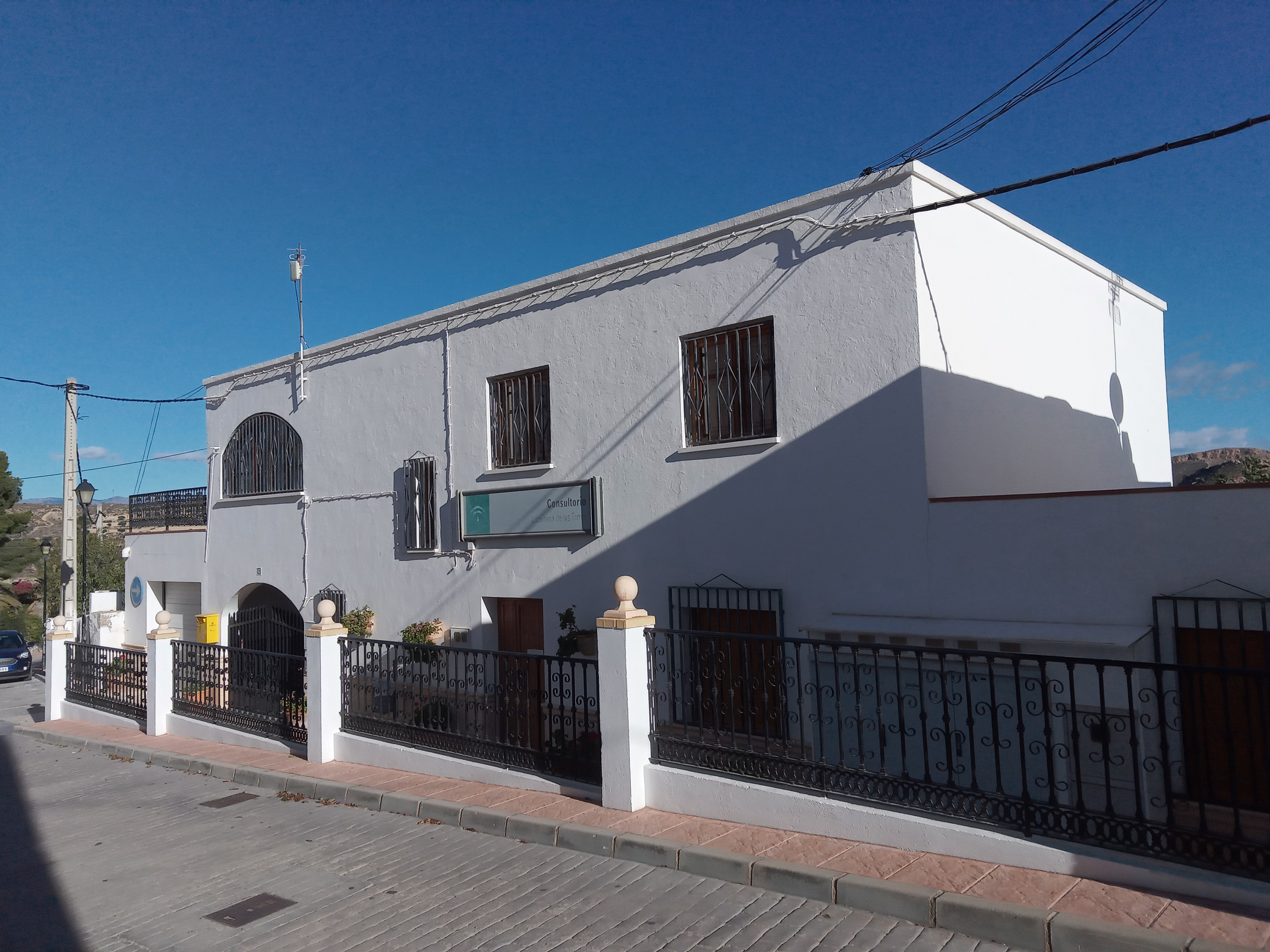
Consultorio de Lucainena de las Torres

### Educación
El municipio cuenta con un colegio de primaria, el "CEIP Alfhil".

### Sanidad
En el municipio se encuentran dos consultorios médicos, ambos adscreitos al distrito Almería cuyo hospital de referencia es el de Torrecárdenas:
- Consultorio de Lucainena de las Torres: Hay consulta médica tres días en semana.[17]
- Consultorio de Polopos: Hay consulta médica un día a la semana.[18]

## Cultura

### Patrimonio religioso
- Iglesia Nuestra Señora de Montesión: Los orígenes de la iglesia son de 1505, sobre una antigua mezquita, pero esta primigenia iglesia fue arrasada en la Rebelión de los Moriscos. La actual iglesia es de estilo neoclásico y construida en el siglo XVIII. Por fuera el aspecto asemeja una fortificación. Posee dos portadas. La iglesia tiene una planta de cruz latina y posee una única nave abovedada y una cúpula sobre el crucero. Adosaba a la cabecera se encuentra una torre cuadrangular.[19]

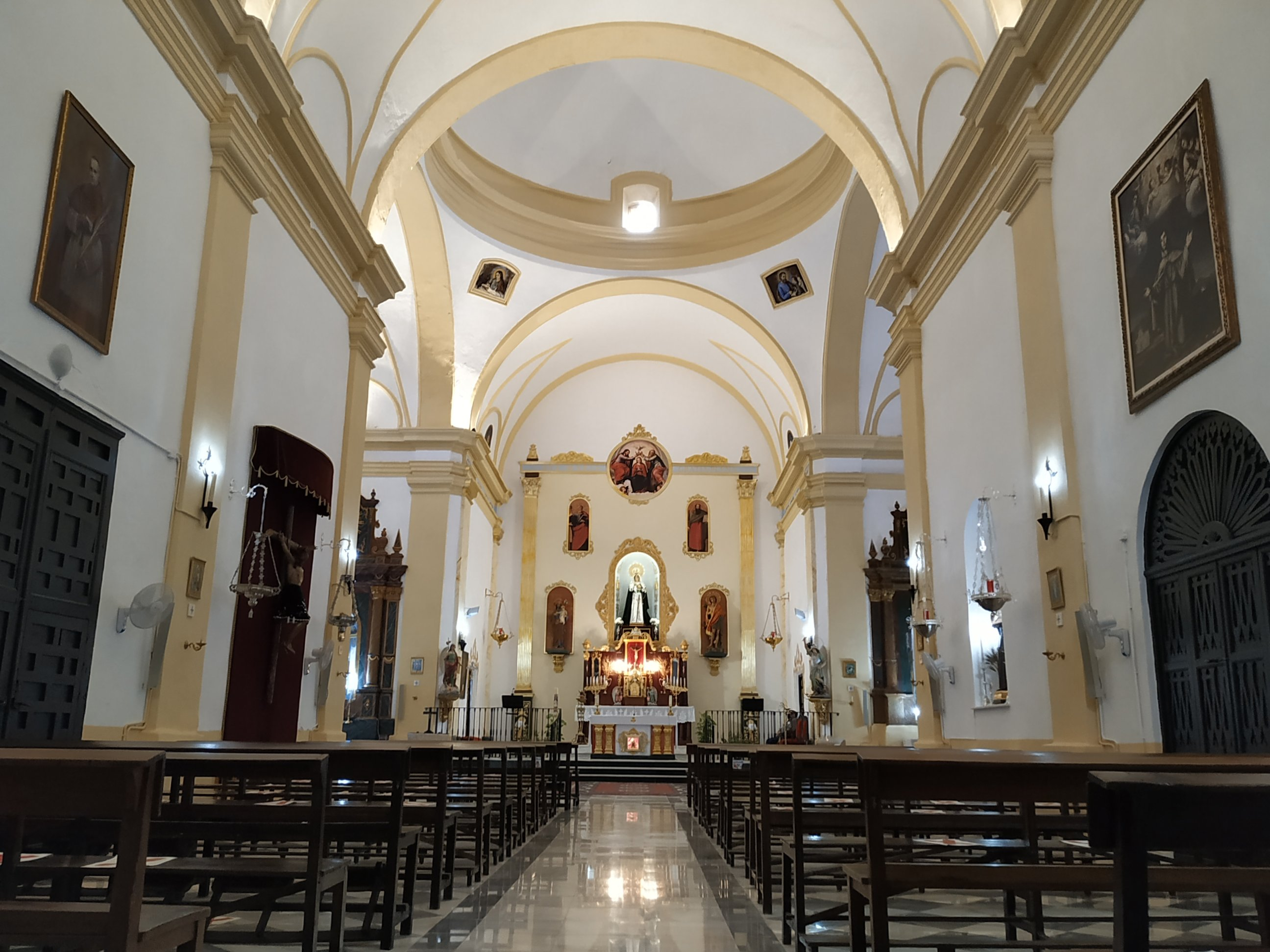
Interior de la iglesia

### Patrimonio Industrial
- Coto minero de Lucainena de las Torres: Son los restos de la antigua explotación minera, donde se traslada el mineral por ferrocarril hasta Agua Amarga. Entre ellos destacan las trincheras y terraplenes del ferrocarril, así como los 8 hornos de calcinación del mineral. Estos hornos están realizados en mampostería y con ladrillo refractario en el interior. Junto a ellos hay una plataforma de mampostería, donde se cargaban los vagones del ferrocarril. Junto a estos hornos y la montaña de escoria existen los restos de una central eléctrica que se construyó.[20]

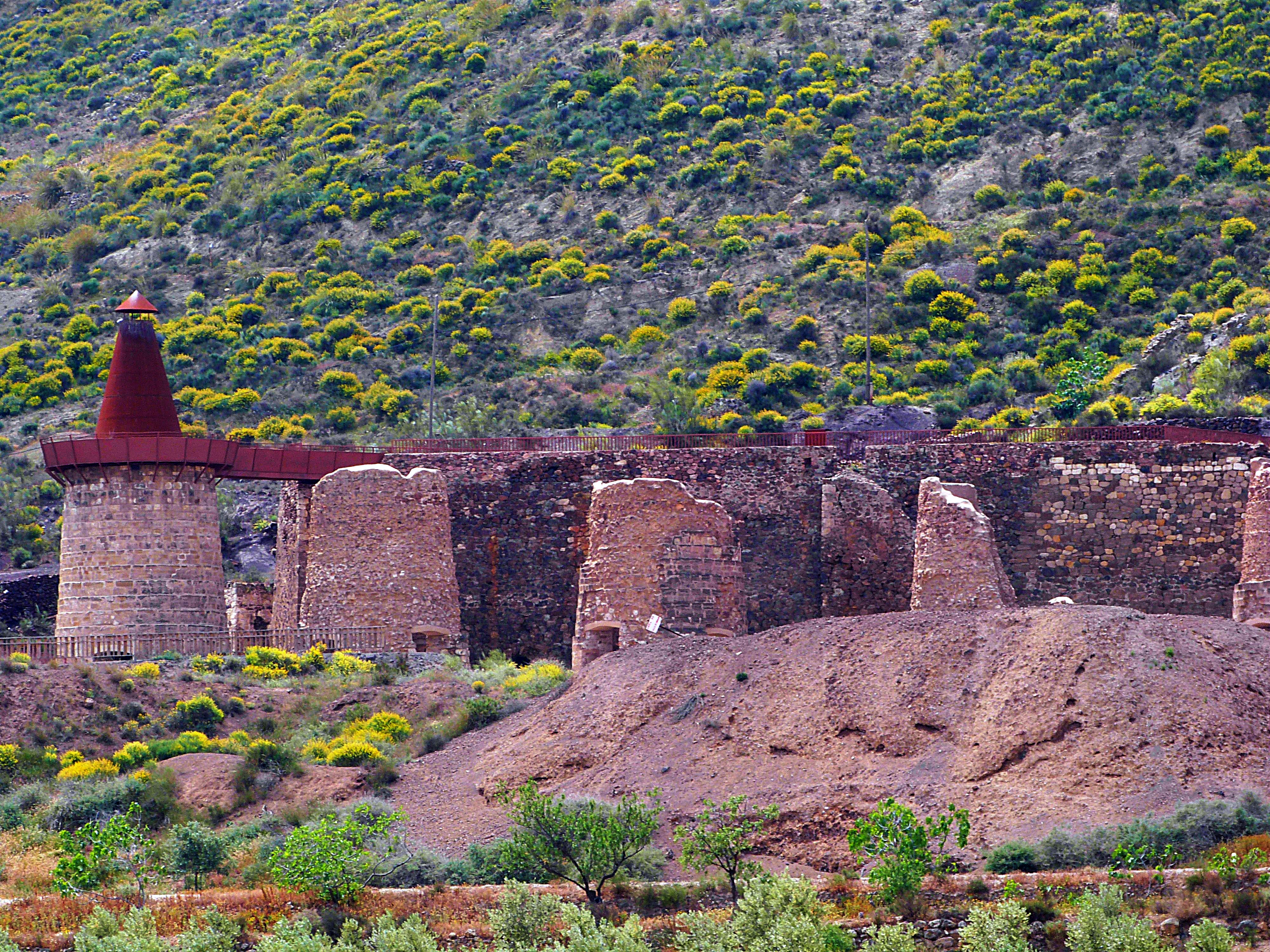
Hornos de calcinación

### Museo de la cerámica
Cuenta con una muy importante colección de cerámica, tanto nacional como extranjera.

### Patrimonio Cultural Inmaterial

#### Día de las flores
Es una festividad reciente, cuyos orígenes datan en 1998, con los "Premios del Embellecimiento de los pueblos de Almería", cuando se desarrolló esta actividad. Desde el año 2004, se celebra el 9 de mayo. El evento consiste en bailes típicos como Fandango (baile) y verdiales, donde se bailan con los tradicionales trajes de refajona. Asimismo hay muetsras de gastronomía de la zona, así como la elaboración de una Cruz de Mayo de flores.

#### Fiesta de San Sebastián
Tercer fin de semana de enero. Sábado: actuación de un conjunto en el salón cultural. Domingo: procesión de San Sebastián y ofrenda de roscas a este, a su paso por el pueblo los vecinos tiran roscos.

#### Feria de la Virgen de Montesión
Tercera semana de septiembre. El viernes, el sábado y el domingo se realiza la procesión de la Virgen.

#### Romería de Santiago y la Virgen de Montesión
Cuarta semana de julio: La Virgen visita la pedanía de Rambla Honda.

#### Otras festividades
- Cabalgata de los Reyes Magos, 5 de enero
- Cristo del Consuelo, 14 de enero
- Semana Santa
- San Marcos, 25 de abril
- San Sebastián patrón de Pólipos, 24 y 25 de junio
- Santiago Apóstol, patrón de Rambla Honda, 25 de julio
- Santo Cristo del Consuelo y la Virgen María 14-15 agosto

### Gastronomía

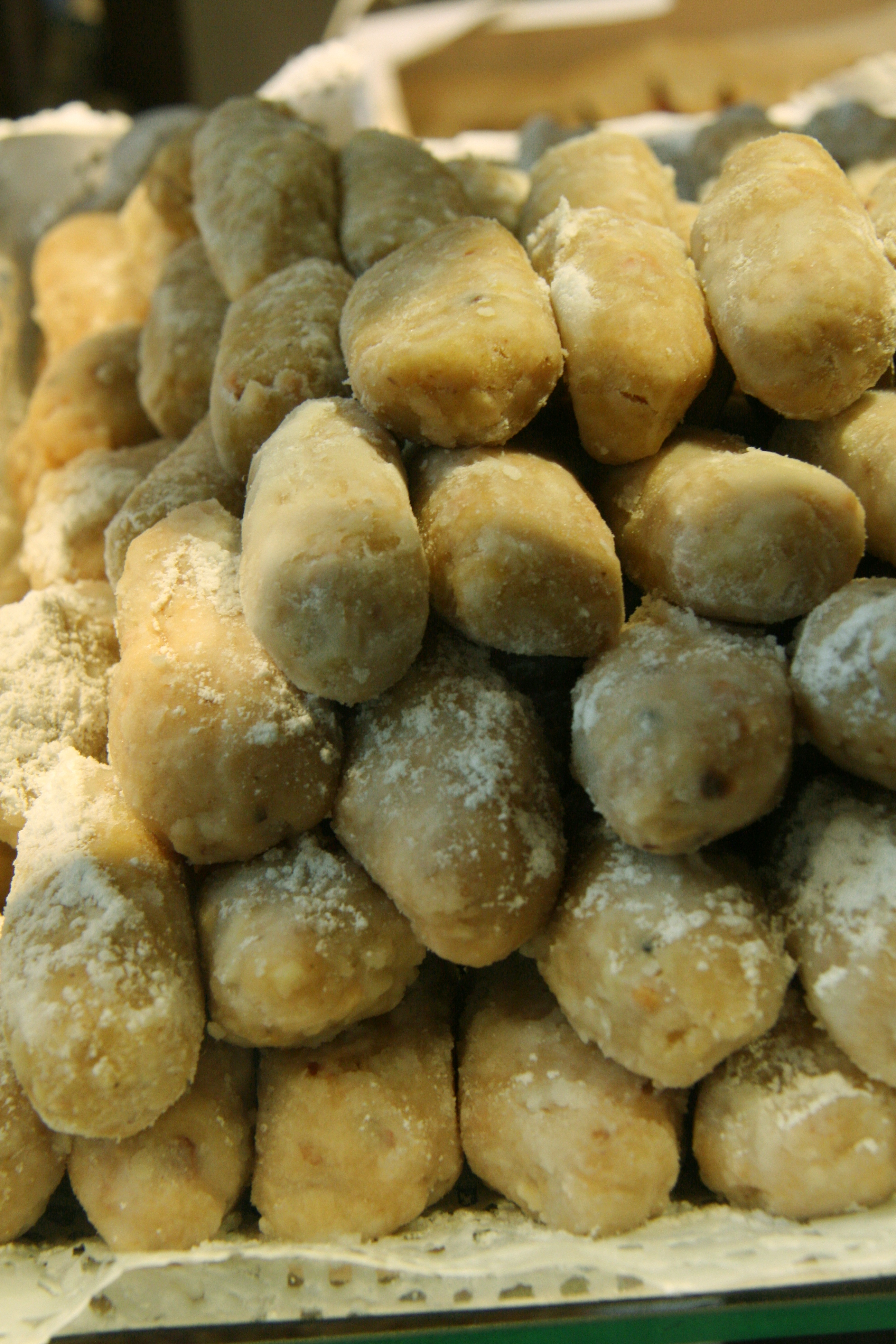
Alfajores

Entre sus platos más destacados están los gurullos de conejo, las pelotas de maíz, la perdiz en guiso, el potaje de calabazas, el potaje de trigo, los jormigones, el potaje de tortas de bacalao, el caldo de pescado con aletría, el choto al ajillo, los embutidos, la sopa de ajo almeriense, el caldo de pimentón o caldo colorao (especie de zarzuela de pescado), la olla de trigo, el gazpachuelo a lo pobre, el cocido en morcilla, los gurullos, las migas de pan mojadas, y fritas en manteca de cerdo con ajos, chorizo y tocino.
De entre los dulces destacan los roscos, los bollos de nata, los hojaldres, las empanadillas, los alfajores de almendra y el cuajao de almendras.

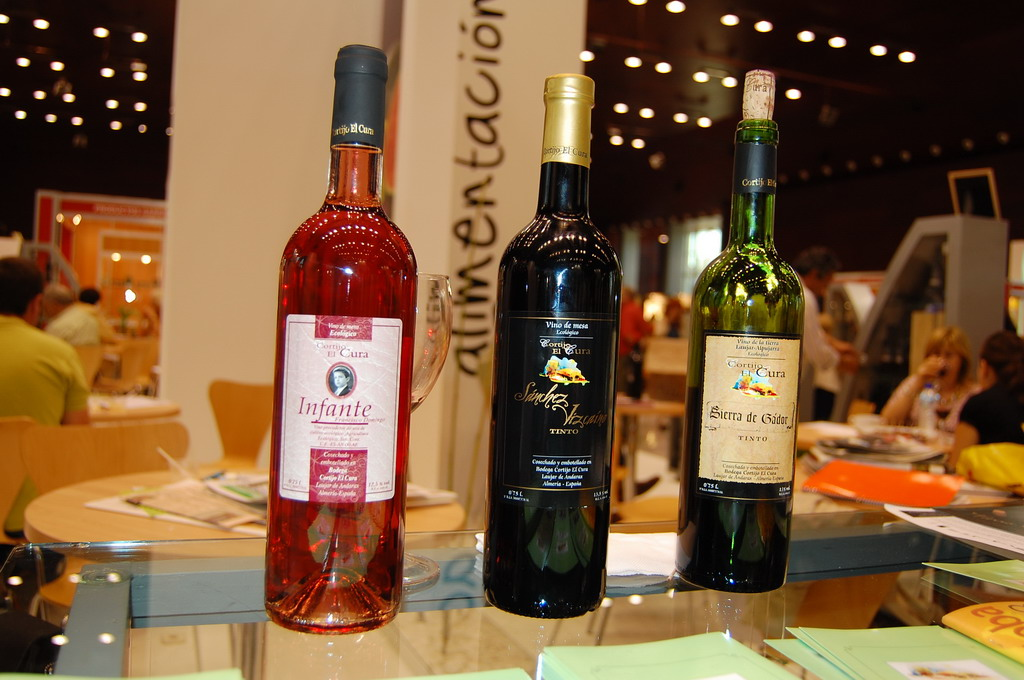

Y mostos, claretes y tintos de producción familiar.
La producción vinícola se beneficia de la amplitud térmica de la zona y pertenece a la Indicación Geográfica Protegida del ‘Desierto de Almería’. Este vino es elaborado con las variedades de uva garnacha tinta, monastrell, syrah, cabernet Sauvignon, merlot, chardonnay, moscatel, macabeo y sauvignon blanc. Sus vinos tintos se caracterizan por una gran potencia aromática, frutos negros maduros, pasas, toques balsámicos, confituras y notas lácticas y florales.

## Cine
Películas rodadas en Lucainena:
- Le Pistole non discutono, Bullets Don't Argue, Bullets Don't Lie (1964 de Mario Caiano con Rod Cameron, Ángel Aranda, Horst Frank, Vivi Bach, Luis Duran) ;
- Los Desperados, A Bullet for Sandoval, Quei disperatai che puzzano di sudore e di morte, Those Desperate Men Who Smell of Dirt and Death (1969 de Julio Buchs y Lucio Fulci con George Hilton, Ernest Borgnine, Alberto de Mendoza, Annabella Incontrera, Leo Anchoriz.